# 埃斯特雷科希
埃斯特雷科希（法語：Estrée-Cauchy）是法国北部-加来海峡大区加来海峡省的一个市镇，属于贝蒂讷区乌丹县。该市镇2009年时的人口为373人。

## 人口
埃斯特雷科希人口变化图示
| 数据来源：INSEE |